# Falsoplatyxantha lineata
Falsoplatyxantha lineata es una especie de insecto coleóptero de la familia Chrysomelidae.
Fue descrita científicamente en 1928 por Pic.